# NPD流程
NPD流程是指通过PERT（英語：Program Evaluation and Review Technique）的分析法来管理新产品开发流程，其中包括新产品的概念和各个部门参与的可能性及按市场部物料提供的概念开设模具，分析供应商产能，控制成本。